# Auvers-sous-Montfaucon
 Auvers-sous-Montfaucon  es una población y comuna francesa, situada en la región de Países del Loira, departamento de Sarthe, en el distrito de La Flèche y cantón de Loué.

## Demografía
| 221 | 193 | 170 | 167 | 182 | 189 |
| Para los censos de 1962 a 1999 la población legal corresponde a la población sin duplicidades (Fuente: INSEE [Consultar]) |     |     |     |     |     |